# حرائق غابات لاتسيو 2021
حرائق غابات أبروتسو هي حرائق غابات متعددة حدثت في لاتسيو في إيطاليا.

## الجدول الزمني

### شهر أغسطس
في 17 أغسطس 2021 في وقت مبكر من الصباح حوالي الساعة 6 صباحًا، ألقى مسلحون مجهولون مشغلات مشتعلة خارج الجدار الحدودي عبر براتيكا دي ماري من الحوزة الرئاسية في كاستيلبورزيانو، المقر الصيفي لرئيس الجمهورية الإيطالية. اشتعلت النيران على الفور في بعض الأشجار وجزء صغير من نباتات وشجيرات البحر الأبيض المتوسط. لقد نبه بعض المواطنين شرطة الولاية. وصلت فرق الشرطة السارية في القصر الرئاسي إلى الموقع. لحسن الحظ، اقتصر الضرر على حوالي 20 مترًا مربعًا من الأرض المحروقة.

## التفاعلات
وجدد رئيس الجمهورية الإيطالية سيرجيو ماتاريلا إدانته للأعمال الإجرامية التي طالت المجتمع المدني وشكر المواطنين الذين أبلغوا عن الحريق وفرق الإنقاذ من رجال الإطفاء: بفضل تدخلهم في الوقت المناسب تجنبوا عواقب وخيمة للغاية.

## ما بعد الحرائق

### الأسباب والاعتقالات
في 17 أغسطس 2021 أجريت التحقيقات من قبل كارابينييري وبوليزيا دي ستاتو للتأكد من المسؤولين عن الحرائق المتعمدة.

### المساعدات المالية
لن يتم صرف أي أموال غير قابلة للسداد، ولكن الدعم الاقتصادي لمشاريع حماية الغابات وتعزيز الإقليم تمت.